# Háijiǎo qīhào
Háijiǎo qīhào é um filme de drama taiwanês de 2008 dirigido e escrito por Wei Te-sheng. Foi selecionado como representante de Taiwan à edição do Oscar 2009, organizada pela Academia de Artes e Ciências Cinematográficas.

## Elenco
- Van Fan
- Chie Tanaka
- Kousuke Atari
- Rachel Liang
- Johnny C.J. Lin
- Ming Hsiung
- Ying Wei-Min
- Ma Nien-hsien
- Joanne Yang
- Bjanav Zenror
- Ju-Lung Ma
- Hsiao-Lan Pei
- Chang Kuei
- Shino Lin
- Pei-Chen Lee
- Chang Hsin-yan